# Lone Kühlmann
Lone Kühlmann (født 7. juni 1945 i København) er en dansk journalist, forfatter, debattør og foredragsholder.
Hun begyndte karrieren i Danmarks Radios tekniske afdeling 1965-1967, hvorefter hun uddannede sig til journalist. Først som elev på Lolland-Falsters Venstreblad og Lollands Tidende 1967-1970, derefter supplerede hun med en mastergrad fra School of Journalism ved Columbia University i New York, USA, 1970-1971. Efter endt uddannelse blev hun ansat som journalist ved DR's Radioavisen, hvor hun var frem til 1973. Da skiftede hun til TV-avisen, hvor hun var studievært, da TV-avisen begyndte at sendte i farver i 1978. Hun var tilknyttet TV-avisen frem til 1988 og beskæftigede sig bl.a. med udenrigs- og sikkerhedspolitik. Hun var i 1970'erne medlem af Dansk Journalistforbunds kvindeudvalg, der fik stor indflydelse og samtidig fungerede som et netværk af kvindelige journalister. Lone Kühlmann søgte i 1979 stillingen som DR's korrespondent i USA og fik ikke stillingen, men vikarierede i den fire år senere. Hun skiftede jobbet på DR ud med chefredaktørstolen på ugebladet Alt for Damerne i 1988, men var kun i stillingen til 1990. Siden har hun været en populær foredragsholder, ligesom hun har forfattet adskillige bøger, særligt biografier.
Lone Kühlmann har også haft en række tillidsposter, bl.a. blev hun i 1994 af daværende kulturminister Jytte Hilden (S) udpeget til formand for TV 2/Danmarks bestyrelse, hvor hun sad til 1999. Hun har siden 1992 været bestyrelsesmedlem i Publicistklubben og siden 1995 medlem af præsidiet i Sex og Samfund. Fra 1994 til 1998 var hun bestyrelsesmedlem i AIDS-Fondet.
Hun er gift med journalist Kai Selliken, med hvem hun har sønnen Karl Magnus (født 1979) og tvillingesønnerne Marcus og Joachim (født 1981).

### Bidrag til følgende værker
- Livsglæde (1993)
- Kærestefolk (1999)
- Humor er Bedste Medicin (2002)
- Danmark på vej mod 2020 (2004)